# ماغي روجرز (خادمة المنزل)
ماغي روجرز (بالإنجليزية: Margaret Rogers)‏ هي خادمة المنزل أمريكية، ولدت في 1874، وتوفيت في 1953.